# Waidhofen an der Ybbs
Waidhofen an der Ybbs város Ausztriában, Alsó-Ausztria tartományban. Egyike Alsó-Ausztria négy önálló tartományi városának. Történelmét meghatározta, hogy évszázadokon át a vasfeldolgozás központja volt. 2016-ban a Protestáns Egyházak Európai Közössége a Reformáció európai városa címmel tüntette ki.

## Földrajz
Alsó-Ausztria délnyugati részén, a Mostviertel területén, az Eisenwurzenben fekszik, 362 m tszf magasságban az Ybbs-völgyi Alpok hegyei között. A várost kettészeli az Ybbs folyó. Közigazgatási területének legmagasabb pontja az 1115 m magas Wetterkogel Opponitz határán; „házi hegyei” a Buchenberg (790 m) és a Schnabelberg (958 m). 

## Közlekedés
A város Ausztria fő közlekedési útvonalaiból kiesik. A B121-es főút (Weyerer Straße) északi irányban, Amstettennél eléri a 25 km-re húzódó A1-es autópályát. A B31-es főút (Ybbstal Straße) déli irányban az Ybbs-völgyet tárja fel. További jól kiépített közúti kapcsolatai vannak Weyer (B121), Scheibbs (B22-es főút, Grestner Straße) és Steyr felé.
Waidhofen fontos állomása a normál nyomtávú, villamosított Amstetten–Selzthal-vasútvonalnak, a Kronprinz Rudolf-Bahn egy mellékvonalának, mely Amstettennél a Westbahnhoz csatlakozik. A vasútállomás egyben a keskeny nyomközű, nem villamosított Ybbstalbahn kiindulópontja is, amely 2009 óta már csak egy rövid, bezárással fenyegetett szakaszon közlekedik Gstadtig.
A várost érinti az Ybbs-völgyi kerékpárút.

## Népesség
| 2016 | 11 364 |
| 2018 | 11 333 |

## Fordítás
- Ez a szócikk részben vagy egészben a Waidhofen an der Ybbs című német Wikipédia-szócikk ezen változatának fordításán alapul.  Az eredeti cikk szerkesztőit annak laptörténete sorolja fel. Ez a jelzés csupán a megfogalmazás eredetét és a szerzői jogokat jelzi, nem szolgál a cikkben szereplő információk forrásmegjelöléseként.